# Camponotus moelleri
Camponotus moelleri é uma espécie de inseto do gênero Camponotus, pertencente à família Formicidae.